# Поля Александрова
Поля Александрова е българска журналистка и експерт по външни и вътрешни комуникации.

## Биография
Първите ѝ медийни изяви стартират през 1993 година във Варна, където тя работи като музикален и културен редактор в радио „Канал Ком“, а по-късно и в радио „Варна“, част от системата на БНР.
През 1998 г. започва работа в списанията „Паралели“ и ЛИК, издания на БТА. Паралелно води рубрика в уикенд програмата на Дарик радио и има собствено предаване по „Ретро радио“.
В периода 1999 – 2004 г. е специален кореспондент за България на престижната онлайн агенция TOL (Transitions Online), специализирана в политически и социални коментари и анализи за периода на преход на страните от Централна и Източна Европа, Балканите и бившия Съветски съюз.
От края на 2003 г. е в „Атика Медия България ООД“. В средата на 2004 г. става главен редактор на списание „GRAZIA“. През 2007 г. застава начело и на екипа на българското издание на списание „ОК!“. Тя е и ръководител на екипа от автори и организатори на престижния български конкурс „Жена на годината“.
През септември 2014 г. тя става редакционен директор на новосформирането дружество „AtticaEVA“, наследик на „Атика Медия България ООД“, където отговаря и за маркетинг и комуникации. Компанията е издател на списанията EVA, Grazia, Forbes, OK!, Esquire, Playboy, Maxim и Joy.
Има диплома по право от Икономически университет – Варна и е специализирала журналистика в журналистическия факултет на Нюйоркския университет, и в Green College на Оксфордския университет, като стипендиант на фондация „Ройтерс“. Участвала е в редица международни форуми в Канада, Великобритания, Холандия, Италия, САЩ, Хърватия, Чехия и др.
Автор е на фотографската изложба „Flashspotting: People&Places“, колекция от фотографии от цял свят, с акцент върху хората и техните занимания, провела се в атрактивното пространство за изкуство и мода /+/СКЛАДА в София, през май 2010 г.
От 1 март 2017 г. заема поста мениджър „Връзки с обществеността“ в „Нова Броудкастинг Груп“. Две години по-късно, през януари 2019, в ролята на PR Manager, поема външните и вътрешни комуникации в Management Financial Group, където отговаря още за CSR и Employer Branding активностите на компанията. През септември 2019 г. се завръща в Attica EVA Media Group Bulgaria, където поема отговорностите на главен редакционен директор и заместник генерален мениджър, както и позицията главен редактор на списание EVA.
От ноември 2020 година тя вече е мениджър комуникации на PMI Bulgaria - Philip Morris Bulgaria.